# Axel Stibi
Axel Stibi (* 17. Juli 1966) ist ein ehemaliger deutscher Politiker (CDU) und war von 2004 bis 2015 Bürgermeister von Kevelaer.

## Werdegang
Im Jahr 1985 bestand Stibi das Abitur. Daran schloss er den Grundwehrdienst an. Von 1987 bis 1992 studierte er Jura in Münster. Im Jahre 1992 bestand er das erste juristisches Staatsexamen. Im Anschluss wurde Stibi promoviert mit einer Dissertation im Fachgebiet Steuerrecht. 1994 bis 1996 arbeitete er im Referendardienst in Düsseldorf und bestand danach das zweite juristische Staatsexamen.
1996 wurde Stibi von einer Anwaltskanzlei angestellt. Von 1997 bis 2000 war er als Referent für Öffentliches Recht beim Bildungswerk der Kommunalpolitischen Vereinigung der CDU tätig. Von 1999 bis 2000 war er Mitglied des Gelderner Stadtrates. Von 2000 bis 2004 arbeitete er als Leiter des Rechtsamtes der Stadt Geldern. 
Von 2004 bis 2015 war Stibi gewählter hauptamtlicher Bürgermeister der Stadt Kevelaer. Seit 2016 arbeitet er als Leiter des Rechtsamtes in Mönchengladbach. 
| Personendaten    | Personendaten             |
| ---------------- | ------------------------- |
| NAME             | Stibi, Axel               |
| KURZBESCHREIBUNG | deutscher Politiker (CDU) |
| GEBURTSDATUM     | 17. Juli 1966             |